# Zoothera andromedae
El zorzal de Andrómeda (Zoothera andromedae) es una especie de ave paseriforme de la familia Turdidae que vive en el sudeste asiático.

## Distribución y hábitat
Se extiende por Filipinas y las islas de la Sonda, distribuido por Indonesia, Malasia y las Filipinas. Se encuentra principalmente en los bosques tropicales de montaña.